# Endosymbiose

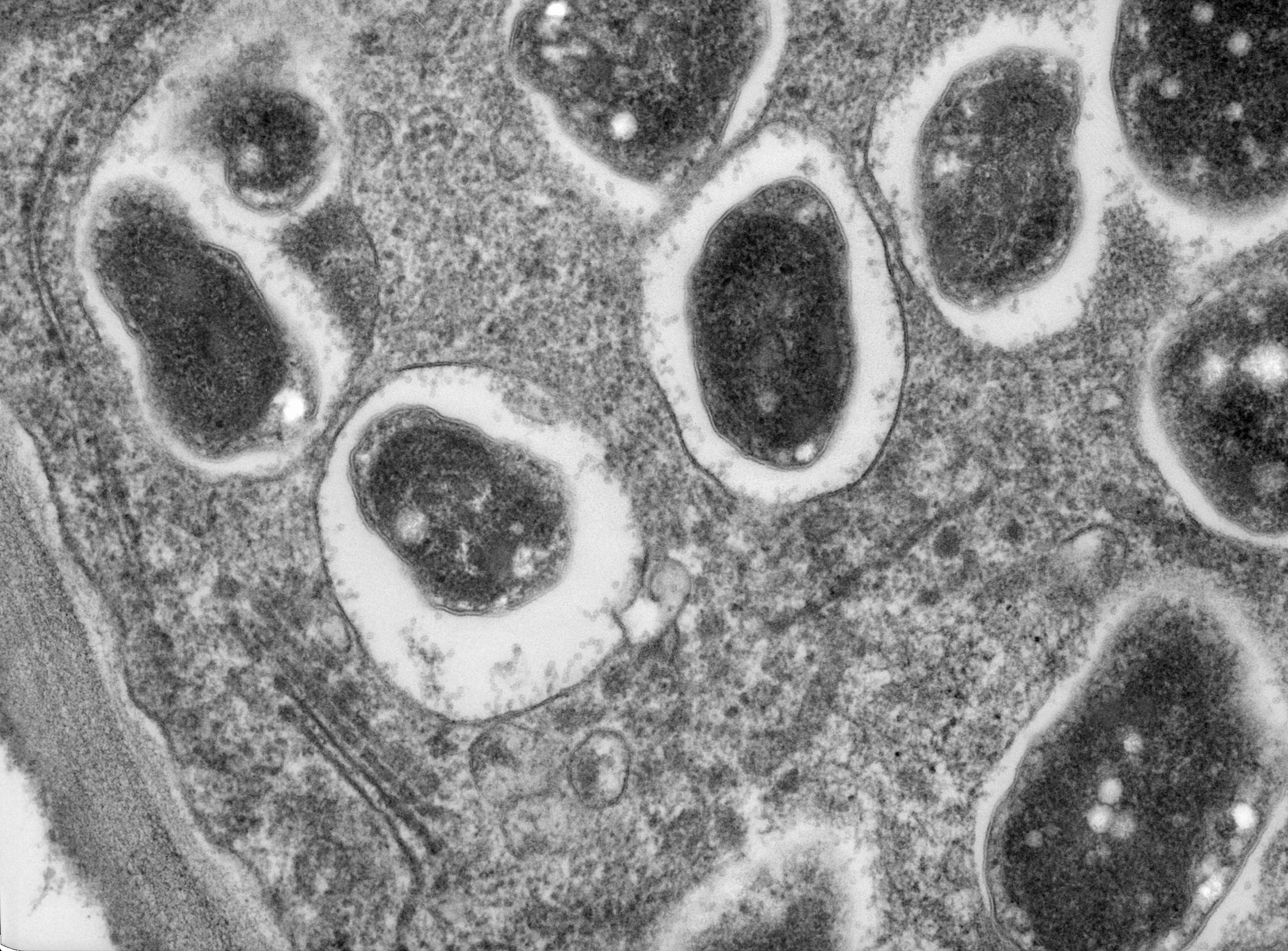
Vue au microscope électronique à transmission d'une section transversale d'un nodule racinaire bactérien endophyte dans une racine de soja. La bactérie Bradyrhizobium japonicum a colonisé l'intérieur des racines du soja et y a établi une symbiose fixatrice d'azote. Cette image (en fort grossissement) montre le réticulum endoplasmique, le dictyosome et la paroi cellulaire.

L’endosymbiose est une forme de symbiose entre deux organismes vivants, où l'un est contenu par l'autre. L'organisme interne est appelé un endosymbiote ou endosymbionte. Cette terminologie est surtout employée au niveau cellulaire pour imager une coopération entre des micro-organismes simples, et les cellules d'organismes plus évolués qui les contiennent et dont ils favorisent le fonctionnement.
Lorsque l'organisme interne a un mode de vie intracellulaire, les écologues parlent d'endocytobiose ou endosymbiose intracellulaire, l'organisme étant un endocytobiote. Ils distinguent l'endosymbiose primaire quand un eucaryote phagocyte un procaryote vivant et l'endosymbiose secondaire lorsqu'un eucaryote phagocyte un autre eucaryote possédant déjà un endosymbionte. À la suite d'une longue période d'intégration, les fusions symbiotiques intracellulaires conduisent à la création d'une véritable chimère génétique selon la théorie endosymbiotique.
La diversité des endosymbioses selon leur degré de passage et d'intrication répond ainsi à toute une hiérarchie : endosymbiose facultative ou obligatoire au moins pour l'un des deux partenaires, ectosymbiose, mésosymbiose, endosymbiose, endocytobiose.

## Endosymbiose Cnidaires-Dinoflagellés
Les Cnidaires (anémones de mer, coraux...) ont des zooxanthelles (Dinoflagellés) dans leurs cellules qui leur apportent des nutriments et facilitent la précipitation du carbonate de calcium (très important pour la formation des récifs coralliens).

## Endosymbiose chez les algues
Les Chlorophyta, Rhodophyta et Glaucophyta dérivent d'un ancêtre qui a effectué une endosymbiose primaire (capture d'une cyanobactérie par un eucaryote mitochondrial, et transformation en chloroplaste).
Les Phaeophyceae (algues brunes) dérivent d'un ancêtre photosynthétique qui a effectué une endosymbiose secondaire avec une algue rouge.
En 2024, une équipe internationale de scientifiques a montré qu'une troisième endosymbiose primaire est en cours entre l'algue haplophyte Braarudosphaera bigelowii (en) et la bactérie Candidatus Atelocyanobacterium thalassa (en) dite UCYN-A et capable de fixer l'azote. La relation entre les deux organismes était connue depuis 1998, mais le laboratoire a montré que, du fait de la relation volumétrique de croissance des deux organismes  et de la synchronisation de leurs processus de division et de réplication, que cette relation allait au-delà de la symbiose et que UCYN-A se comporte comme un véritable organite (un nitroplaste) de Braarudosphaera bigelowii,.

## Symbioses fixatrices d'azote
Il y a aussi des cellules qui contiennent des bactéries permettant de fixer l'azote atmosphérique 
- symbiose entre Fabacées et bactéries du genre Rhizobium
- symbiose actinorhizienne avec bactérie du genre Frankia

## La théorie endosymbiotique: l'origine des chloroplastes et mitochondries
On utilise aussi le terme endosymbiose pour définir un ensemble d'événements et de processus évolutifs qui ont conduit à la formation de deux organites intervenant dans la gestion de l'énergie (mitochondrie et chloroplaste) dans les cellules eucaryotes. La mitochondrie est le résultat de l'incorporation d'une bactérie, probablement une alpha-protéobactérie, par une cellule eucaryote primitive. Plus tard, le premier chloroplaste a été formé par l'incorporation d'une cyanobactérie. Parmi les nombreuses transformations qui ont à chaque fois affecté tant la cellule eucaryotique hôte que la cellule bactérienne endosymbiotique, les plus importantes ont été les transferts de gènes des endosymbiotes dans les cellules hôtes. À chaque fois, plus de 90 % du génome de l'endosymbiote a été transféré dans le noyau de l'hôte (toutefois, quelques gènes ont pu être perdus au cours du transfert). Ce sont ces transferts de gènes qui ont permis à la cellule hôte de contrôler complètement les nouveaux organites. En effet, ces gènes transférés codent des protéines essentielles à la maintenance et au fonctionnement des organites : ces protéines produites dans le cytoplasme cellulaire sont ensuite exportées dans l'organite concerné pour y exercer les mêmes fonctions qu'elles avaient dans la bactérie originelle.

## Endosymbiotes viraux
On envisage aussi l'existence d'endosymbiotes viraux, de type rétrovirus endogène, qui s'activeraient pendant la période de gestation des mammifères et dont l'infection serait une étape cruciale dans leur évolution.